# Хейнгер, Ганс
Ханс Хейнгер (нем. Hans Heiniger; 5 февраля 1941) — швейцарский футболист и тренер.

## Биография
В качестве футболиста играл за швейцарские команды «Биль-Бьенн», «Тун» и «Янг Бойз». Будучи тренером долгое время работал на африканском континенте. Хейнгер помогал развивать футбол в нескольких странах. В разные годы он возглавлял сборные Гамбии и Мадагаскара. В 2000 году швейцарец руководил командой «Джолиба» из Мали.